# Éric Girardin
Pour les articles homonymes, voir Girardin.
Éric Girardin, né le 12 février 1962 à Sézanne (Marne), est un homme politique français.

## Biographie
Né le 12 février 1962 à Sézanne (Marne), Éric Girardin habite à Villers-Allerand. Il est marié et père de deux enfants. Entrepreneur spécialisé dans la transmission d'entreprises, il est économiste de formation, et a été banquier et assureur. Éric Girardin a travaillé successivement dans le milieu bancaire au sein du Crédit agricole, puis a été assureur avant de se spécialiser dans le domaine de la transmission d'entreprises.[réf. nécessaire]
Il a été président du Reims Champagne Basket, équipe professionnelle, et décide avec Michel Gobillot, Président de l'ESPE Basket de Châlons-en-Champagne de créer le Champagne Châlons Reims basket (CCRB) en avril 2010. Il devient le vice-président du Champagne Châlons Reims Basket,  qu'il a dû quitter en devenant député. Responsable du développement sportif du Club, il crée le centre de formation qui obtient l'agrément du ministère des Sports en 2013.
Il se porte pour la première fois candidat aux élections législatives de 2017. Il est investi par La République en marche dans la troisième circonscription de la Marne, où le député sortant Philippe Martin (LR) ne se représente pas.
Éric Girardin arrive en tête du premier tour avec 31,87 % des voix, devant les candidats du Front national Baptiste Philippo (21,57 %) et des Républicains Rachel Paillard (20,74 %). Le 18 juin 2017, il est élu à l'Assemblée nationale avec 59,97 % des suffrages face au candidat frontiste,.
Lors des élections législatives de 2024, il arrive en deuxième position au premier tour avec 31,92% des voix, devancé par Maxime Michelet, le candidat de l'alliance LR-Rassemblement national (43,83 %). Avec 49,12% des suffrages, il est battu au second tour par ce même candidat.

## Synthèse des résultats électoraux
| Année | Parti | Parti  | Circonscription | 1er tour | 1er tour | 1er tour | 2d tour | 2d tour | 2d tour |
| Année | Parti | Parti  | Circonscription | Voix     | %        | Rang     | Voix    | %       | Issue   |
| ----- | ----- | ------ | --------------- | -------- | -------- | -------- | ------- | ------- | ------- |
| 2017  |       | LREM   | 3e de la Marne  | 11 750   | 31,87    | 1er      | 17 946  | 51,61   | Élu     |
| 2022  |       | ENS-RE | 3e de la Marne  | 10 841   | 30,70    | 1er      | 16 836  | 51,43   | Élu     |
| 2024  |       | ENS-RE | 3e de la Marne  | 15 942   | 31,92    | 2e       | 24 384  | 49,12   | Battu   |